# John Buchanan (homme politique)
Pour les articles homonymes, voir John Buchanan et Buchanan.
John MacLennan Buchanan, né le 22 avril 1931 à Sydney (Nouvelle-Écosse) et mort le 3 octobre 2019 à Halifax (Nouvelle-Écosse), est un avocat et homme politique canadien.

## Biographie
John MacLennan Buchanan est diplômé de l'Université Mount Allison en 1954 avec un baccalauréat en sciences et un certificat d'ingénieur. Il étudie alors au Dalhousie Law School et après avoir passé son diplôme en 1958, il se lance dans la pratique du droit.
Il est d'abord élu à la Chambre d'Assemblée de la Nouvelle-Écosse en 1967. Il devient chef du Parti progressiste-conservateur de la Nouvelle-Écosse en 1971 et devient premier ministre de la Nouvelle-Écosse en 1978, faisant campagne sous le surnom de « Honest John ».
Son mandat de premier ministre est marqué par la crise économique : au moment de sa retraite, 8 milliards $ s'étaient ajoutés à la dette provinciale (incluant un déficit, une année, de plus de 600 millions $). John Buchanan joue un rôle important dans le rapatriement de la Constitution du Canada en tant que membre du « groupe des huit » et joue un rôle encore plus important en tant qu'un des principaux alliés de Brian Mulroney durant les négociations entourant l'Accord du lac Meech. Il soulève la controverse lorsqu'il déclare que si l'Accord de Meech venait à échouer, la Nouvelle-Écosse devrait envisager de se joindre aux États-Unis d'Amérique. Il retire ses commentaires le jour suivant après un tollé considérable.
En 1990, il quitte la politique provinciale et est nommé au Sénat du Canada par Mulroney. Cette décision souleva la controverse au pays étant donné qu'il était sous enquête pour des accusations de corruption ; la nomination faisait partie d'un grand nombre de nominations au Sénat pour le vote sur la Taxe sur les produits et services (TPS). Le Ottawa Citizen qualifie la nomination « l'acte de patronage le plus épouvantable et le plus méprisant du gouvernement Mulroney ». Buchanan avait offert certains sièges sénatoriaux néo-écossaises aux provinces de l'Ouest durant les négociations du lac Meech, et si son offre avait été acceptée, il n'y aurait pas eu de siège disponible pour lui.
Il siège sous la bannière du Parti progressiste-conservateur jusqu'en 2004 lorsque le parti fusionne avec l'Alliance canadienne. Il siège désormais à titre de sénateur pour le Parti conservateur du Canada.
Il a pris sa retraite le 22 avril 2006, date de son 75e anniversaire.